# Торханы (Красночетайский район)
Торха́ны (чув. Турхан) — село в Красночетайском районе Чувашской Республики.  Входит в состав Испуханского сельского поселения.

## География
Находится в северо-западной части Чувашии на расстоянии приблизительно 7 км на север-северо-восток от районного центра села Красные Четаи на левом берегу речки Мочкаушка.

## История
Известно с 1859 года, когда здесь было 32 двора и 235 жителей. В 1897 году было учтено 47 дворов и 274 жителя, в 1926 – 84 двора и 409 жителей, в 1939 – 393 жителя, в 1979 – 363. В 2002 году было 97 дворов, в 2010 – 71 домохозяйство. В 1929 году был образован колхоз «Крестьянин», в 2010 действовал СХПК «Нива». В 1899–1937 действовала Михайловская церковь.

## Население
Постоянное население составляло 201 человек (чуваши 100%) в 2002 году, 170 в 2010.